# Силфида
Силфида (на френски: La Sylphide) е балет в две действия, поставил началото на Романтизма в класическия танц. Първоначално създаден по либрето на Адолф Нури, музика на Жан Шнайцхофер и хореография на Филип Тальони за Парижката опера през 1832 г. Либретото е базирано на творчеството на френския писател Шарл Нодие. В неговия разказ „Trilby ou Le Lutin d’Argail“ (Трилби или Аргайлският елф), публикуван през 1822 г., горски елф прелъстява жената на шотландски рибар.
Втората версия е по музика на Херман Льовенскьолд и хореография на Август Бурнонвил и е създадена през 1836 г. за Копенхагенската опера. Версията на Тальони е безвъзвратно загубена, а тази на Бурнонвил се счита за най-стария балет, чиято хореография е запазена до наши дни.
Този балет често се бърка с балета „Силфидите“, създаден през 1909 г. от Михаил Фокин по музика на Шопен за „Руските сезони“ на Дягилев.

## Хореография на Тальони
На 12 март 1832 г. в Зала „Пелетие“ хореографът новатор Филип Тальони представя „Силфида“ за първи път. Тальони създава балета за дъщеря си Мария – прима, известна с изключителната си палцова техника. Дотогава танцуването на палци е считано за акробатичен трик, но Тальони го превръща в част от естетиката на танца. Художници на костюмите са Пиер Чичери и Йожен Лами. В главните роли: Мария Тальони и Жозеф Мазилие.
През 1892 г. Мариус Петипа поставя оригиналната хореография в Имперския балет в Санкт-Петербург, като музиката е редактирана от диригента на театъра Рикардо Дриго. Вариация за тази постановка днес е част от класическото гранд па от „Пахита“.
През 1972 г. Пиер Лакот поставя наново балета на сцената на Парижката опера, като се позовава на архивни и други документи, останали от времето на премиерата на Тальони.

## Хореография на Бурнонвил
През 1836 г. датският хореограф Август Бурнонвил – голям почитател на Мария Тальони, иска да постави балета в Копенхаген, но не успява да откупи от Парижката опера музиката на Шнайцхофер. Затова Бурнонвил използва оригиналното либрето, но по музика на Херман Льовенскьолд. Художник – Кристиан Фердинанд Кристенсен. Бурнонвил редактира и подобрява хореографията за ролята на Джеймс. Премиерата е на 28 ноември 1836 г. В главните роли са самият Бурнонвил и ученичката му Люсил Гран.
Версията на Бурнонвил е един интересен феномен в балетната история, тъй като, от една страна, хореографът развива и утвърждава собствения си стил, а от друга, съхранява за поколенията първия палцов балет.
Версията на Бурнонвил се играе до днес почти без промени от трупата на Кралския датски балет.

## Сюжет
Действащи лица
- Джеймс Рубен – млад шотландец
- Ефи – годеницата му
- Гурн – приятелят му
- Силфида – горска фея, силф
- Мадж – стара вещица
- селяни, силфи

Първо действие
Селска къща, вечерта преди сватбата на Джеймс и Ефи. Джеймс спи на стола до камината. Около него танцува влюбената горска фея Силфида. Тя го събужда с целувка, след което излита през комина. Влизат Ефи с майка си, Гурн и вещицата Мадж. Мадж предсказва на Ефи, че ще се омъжи, но не за годеника си Джеймс, а за Гурн. Ядосаният Джеймс я изгонва, другите гости също си тръгват. Останал сам, Джеймс отново вижда Силфидата, която му се кълне в любов. Скритият Гурн вижда всичко и се опитва да предупреди Ефи, която обаче не му вярва. По-късно, по време на празненството, Силфидата се появява отново, но само Джеймс я вижда. Изведнъж феята взима пръстена на Джеймс и избягва в гората – младежът я последва, оставяйки гостите в недоумение и Ефи, обляна в сълзи.
Второ действие
Мадж е в пещера, заобиколена от демони. Пред нея има голям казан с магьосническа отвара, в която тя потапя дълъг шал. В същото време в гората Джеймс следва Силфидата, в която се е влюбил. Мадж се появява и дава на Джеймс омагьосания шал, с който да улови любимата си. След няколко опита, Джеймс успява да примами феята и да я наметне с шала в знак на обич. В този момент крилата ѝ падат от магията на Мадж и Силфидата умира. Съкрушен, младежът също пада мъртъв. В далечината се чува сватбеното празненство на Ефи и Гурн. Мадж ликува за отмъщението си.

## Музика
| №  | Танц                                      |
| -- | ----------------------------------------- |
|    | Първо действие                            |
| 1  | Увертюра                                  |
| 2  | Въведение                                 |
| 3  | Пристигането на Ефи и гостите             |
| 4  | Предсказанието: Джеймс, Ефи и Мадж        |
| 5  | Сцена край прозореца – Джеймс и Силфида   |
| 6  | Пристигането на гостите – шотландски танц |
| 7  | Па-дьо-дьо – рил                          |
| 8  | Финал                                     |
|    | Второ действие                            |
| 9  | Мадж в пещерата                           |
| 10 | Горска сцена – Джеймс и Силфида           |
| 11 | Пристигането на силфите                   |
| 12 | Сцена със силфите – дивертисмент          |
| 13 | Джеймс преследва Силфида                  |
| 14 | Гурн, Мадж и Ефи                          |
| 15 | Мадж дава шала на Джеймс                  |
| 16 | Финал                                     |
| 17 | Гранд финал – па-дьо-дьо                  |

## Постановки в България
Балетът е поставен за пръв път в страната на сцената на Софийската опера през 1988 г. от световноизвестната балерина Ирина Колпакова по редакцията на Елза Мариане фон Розен. Няколко години спо-късно поради липса на зрителски интерес е свален от афиша на Операта.
През 2002 е възстановен. Хореограф-консултант: Дина Бьорн. Постановчик: Росен Михайлов. Художници на декора: Сергей Пастух, Валентин Топенчаров. Художник на костюмите: Галина Соловьова
Премиерата е на 2 февуари 2002 г. ролите се изпълняват от Мария Илиева (Силфида), Калоян Бояджиев (Джеймс), Дарина Бедева (Ефи), Пенка Йосифова (Мадж).

## Галерия
- Ескизи за костюми на Мария Тальони и Жозеф Мазилие, 1832 г.
- Ескиз за костюм на Ефи, 1832 г.
- Мария Тальони
- Ема Леви в ролята на Силфидата, 1862 г.
- Участник в При дьо Лозан, 2010 г.